# بالگردگاه گود شپرد
بالگردگاه گود شپرد (به انگلیسی: Good Shepherd Hospital Heliport) یک فرودگاه خصوصی است . این فرودگاه در شهر هرمیستن، اورگن کشور ایالات متحده آمریکا قرار دارد و در ارتفاع ۱۴۰ متری از سطح دریا واقع شده‌است.